# 米洛什·武切维奇
米洛什·武切维奇（發音：[mǐloʃ ʋûːtʃeʋitɕ]；1974年12月10日—）是一名塞尔维亚律师和政治人物，2024年起担任塞尔维亚总理。他也是塞尔维亚前进党现任主席。他曾于2022年至2024年担任塞尔维亚副总理兼国防部长，并于2012年至2022年担任诺维萨德市长。

## 早年经历
武切维奇于1974年12月10日出生于南斯拉夫社会主义联邦共和国塞尔维亚社会主义共和国伏伊伏丁那省诺维萨德。他的小学学业在诺维萨德完成，后在巴奇基彼得罗瓦茨完成高中学业。2002年毕业于诺维萨德大学法学院，毕业后在家庭律师事务所执业，直至2012年。

## 政治生涯
武切维奇的政治生涯始于极右翼的塞尔维亚激进党成员，他的父亲是该党的高级成员。2008年晚些时候，塞尔维亚激进党拆分，武切维奇加入了由托米斯拉夫·尼科利奇和亚历山大·武契奇共同成立的塞尔维亚前进党。

### 诺维萨德市长（2012年-2022年）
2012年地方选举后，武切维奇以前进党主导的多数票当选诺维萨德市长，尽管前进党仅赢得了16.44%的民众选票。2015年至2016年，他担任全国地方经济发展联盟理事会成员。在2016年和2020年地方选举中，他再次当选市长。
2021年11月，武切维奇在前进党大会上当选为党副主席。

### 副总理与国防部长（2022年-2024年）
2022年10月23日，塞尔维亚前进党主席亚历山大·武切维奇宣布，该党将推荐米洛什·武切维奇为塞尔维亚下一任副总理兼国防部长。他于10月24日辞去诺维萨德市长一职，两天后由米兰·久里奇继任。武切维奇于10月26日宣誓就任副总理兼国防部长，是安娜·布纳比奇第三届内阁的成员。有人猜测，武切维奇将在武契奇辞职后，接替武契奇担任塞尔维亚进步党主席。
2023年4月，五角大楼文件泄露事件发生后，有文件称塞尔维亚同意向乌克兰军队出售武器以对抗俄罗斯军队。武切维奇否认这些指控，称其为“谎言”。他表示，塞尔维亚没有向乌克兰或俄罗斯出售武器，也不会向乌克兰或俄罗斯出售武器，并暗示有人试图“破坏他的国家稳定，并将其卷入它不想参与的冲突”。他也不排除一些塞尔维亚武器通过其他方式流入冲突地区的可能性。

### 前进党主席（2023年至今）
2023年5月27日，武切维奇当选为前进党主席。他还确认，前进党将于6月底加入武契奇宣布的人民国家运动。记者安娜·拉利克将这一变化描述为“表面文章”。

### 总理（2024年至今）

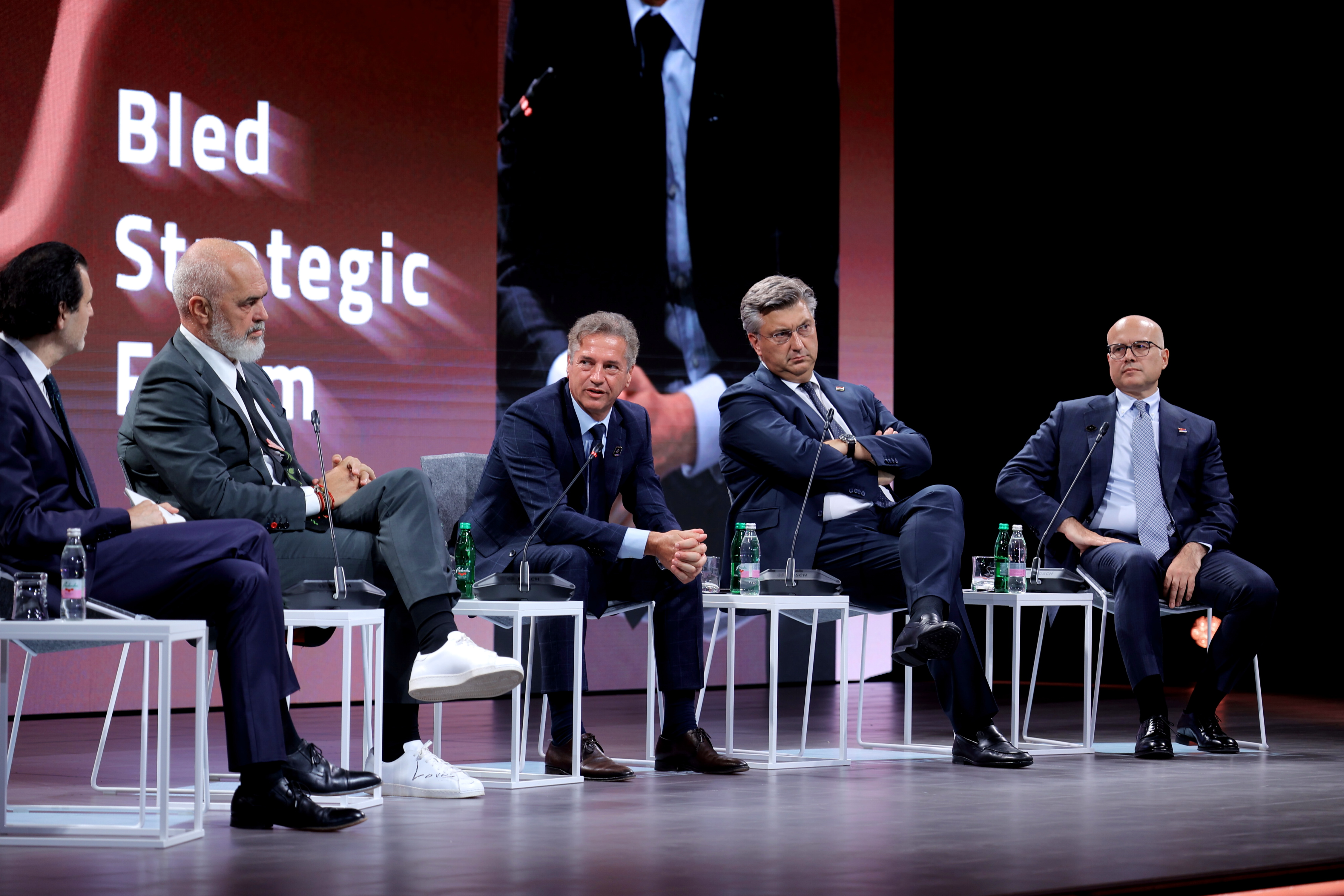
2024年9月2日，武切维奇与阿尔巴尼亚总理埃迪·拉马、斯洛文尼亚总理罗伯特·戈洛布和克罗地亚总理安德烈·普连科维奇（从左至右）出席布莱德战略论坛

在2023年國會選舉中，武切维奇带领前进党联盟再次获胜。2024年3月30日，武切维奇获总统武契奇授权组建塞尔维亚新政府。5月2日，塞尔维亚国民议会选举武切维奇为塞尔维亚总理。
2025年1月28日，在諾維薩德車站簷篷倒塌事故引发大规模示威抗议以及塞尔维亚前进党成员袭击诺维萨德学生的数起事件后，武切维奇宣布辞职。他将继续担任代理职务，直至国民议会承认其辞职。

## 政治观点

### 外交
武切维奇支持塞尔维亚加入欧盟，同时声称塞尔维亚不能通过“遭受羞辱和羞愧”成为欧盟成员国，因为那样的话塞尔维亚永远不会成为欧盟的好成员国。2019年3月24日，武切维奇表示北约轰炸南斯拉夫是战争罪，后来接受《环球时报》访问时表示这是“不道德和不公正的”，并提及了美国轰炸中国驻南联盟大使馆事件，强调永远感激中国人民当时为南斯拉夫人民所做的一切。他反对因俄罗斯2022年入侵乌克兰而对其实施制裁。

### 科索沃问题
武切维奇反对承认科索沃独立，并补充说科索沃是“我们人民和我们国家的国家形成的DNA”。

## 个人生活
武切维奇的父亲佐兰是一名律师，也是塞尔维亚激进党的高级成员，曾于2004年至2007年担任诺维萨德市议会议长。他的父亲于2021年去世。他的父系血统是黑山塞族，家族来自波德戈里察附近的贝泽沃村，属于库奇部落。武切维奇的曾祖父在第一次世界大战中阵亡，而祖父在第二次世界大战中阵亡。
武切维奇已婚，共有二子。